# Batalla del Llac Regil
La batalla del llac Regil (en llatí: Lacus Regillus) va ser una llegendària victòria de Roma, al final del Regne de Roma, guanyada, segons diferents versions, als etruscs o la Lliga Llatina. Ha estat datada en diferents anys: 509 aC 499 aC, 496 aC, o 493 aC, entre d'altres.
La batalla podria ser completament llegendària, a causa de l'escassetat de fonts fiables d'aquesta època de la història de Roma. Segons Titus Livi, la batalla va ocórrer a la rodalia de Túsculum contra els llatins, aliats amb Tarquini el Superb, l'antic i darrer rei etrusc de Roma. Aulus Postumi era el dictador romà aquest any, i Tit Ebuci Helva era el cap de la cavalleria. Octavi Mamili, Tarquini i el seu fill Sext Tarquini comandaven als llatins; la presència dels Tarquinis va provocar que els romans lluitessin més ardorosament que en qualsevol batalla anterior.
Tarquini va resultar ferit al cap de poc de començar el combat quan va atacar Postumi, i mentrestant, Ebuci va atacar Mamili, però va ser ferit al braç, mentre que Mamili va patir una ferida menor al pit. Les tropes de Tarquini, formades per exiliats romans, van començar a fer retrocedir als romans, i Marc Valeri, un destacat aristòcrata romà, va morir travessat per una llança quan intentava establir un combat amb Sext Tarquini. En aquest moment Postumi va portar tropes de refresc de la seva pròpia guàrdia personal al front de batalla. Mamili va ser mort en la lluita que va seguir per Tit Hermini Aquilí, que va caure mort immediatament després per l'impacte d'una javelina. Postumi va ordenar als cavallers que desmuntessin i ataquessin a peu, i aviat els llatins van ser forçats a retirar-se. El campament llatí va ser capturat pels victoriosos romans. Postumi i Ebuci van tornar a Roma amb el triomf. A partir d'aquest moment Aulus Postumi va ser conegut pel sobrenom de Regil·lense.
Una llegenda romana afirmava que els Dioscurs (Càstor i Pòl·lux) haurien ajudat als romans en la seva victòria, transfigurats en dos joves cavallers, i que Postumi hauria ordenat construir un temple en la seva memòria al Fòrum Romà, en el lloc on es deia que havien abeurat els seus cavalls.